# Phyllis Green
Phyllis Adine Green (gift Nicol), född 8 februari 1908 i Peckham sydöstra London, Storbritannien, död 26 november 1999 i Ewell grevskapet Surrey, var en brittisk friidrottare med hoppgrenar som huvudgren. Green var världsrekordhållare och flerfaldig brittisk mästare. Green blev första kvinna att klara över 5 feet (1,52 meter) i höjdhopp och var en pionjär inom damidrott.

## Biografi
Phyllis Green föddes 1908 i stadsdelen Peckham i London Borough of Southwark i sydöstra Storlondon i England. I barndomen gick hon i flickskolan Peckham High School for Girls i södra London. Fadern Henry var sportintresserad och i ungdomstiden blev hon intresserad av idrott och började träna i höjdhopp, senare började hon även med längdhopp. Green tävlade för idrottsklubben London Olympiades Athletics Club under hela sin aktiva tid.
Den 6 juni 1925 vid tävlingar i London tangerade Green Elise Van Truyens världsrekord med 1,51 meter. Hon upprepade bedriften den 5 juli samma år vid tävlingar i Bryssel.
Den 11 juli 1925 blev Green brittisk mästare i höjdhopp med 1,52 meter vid de engelska nationella mästerskapen (Women's Amateur Athletic Association / WAAA championships) i friidrott för damer på Stamford Bridge i London, resultatet blev även nytt världsrekord. Samma år deltog Green även vid Damspelen 1925 den 1 augusti åter på Stamford Bridge där hon tog guldmedalj i höjdhopp.
1926 blev Green åter brittisk mästare i höjdhopp med 1,55 meter vid tävlingar den 2 augusti på Stamford Bridge, resultatet blev åter nytt världsrekord. Under samma tävling tog hon även mästartiteln i längdhopp.
1927 försvarade Green åter sin mästartitel i höjdhopp med 1,58 meter vid tävlingar den 9 juli i Reading, resultatet blev även nytt europarekord i höjdhopp.
Senare drog Green sig tillbaka från tävlingslivet och bosatte sig i Ewell där hon började arbeta som kontorist. Kring 1946 gifte hon sig med presbyterianen George Manson Nicol och paret verkade en tid som missionärer i Malaysia. Vid återkomsten till Storbritannien bosatte familjen sig åter i Ewell. Phyllis Green Nicoll avled i Ewell 1999.
2012 upptogs Green i Oxford Dictionary of National Biography.